# بنیک هاروتیونیان
بنیک نیکلایی هاروتیونیان (ارمنی: Բենիկ Նիկոլայի Հարությունյան؛ زادهٔ ۸ ژوئن ۱۹۴۶) یک پزشک اهل ارمنستان است.

## زندگی‌نامه
در ۸ ژوئن ۱۹۴۶ ‏در هاترک به دنیا آمد و از دانشگاه پزشکی دولتی ایروان فارغ‌التحصیل شد. وی همچنین برنده مدال مارشال باقرامیان ()، مدال آندرانیک اوزانیان، مدال طلای بیستمین سالگرد نیروهای مسلح ارمنستان و نشان برجسته افتخار شده است.

## یادداشت
1. ↑  ՀՀ ՊՆ Ռազմաբժշկական վարչության պետ
2. ↑  բժշկական գիտությունների դոկտոր
3. ↑  ՀՀ ԱՆ Կուրորտաբանության և ֆիզիկական բժշկության գիտահետազոտական ինստիտուտ
4. ↑  ՀՀ զինված ուժերի 20-ամյակի ոսկե մեդալ